# بيراموس وثيسبي

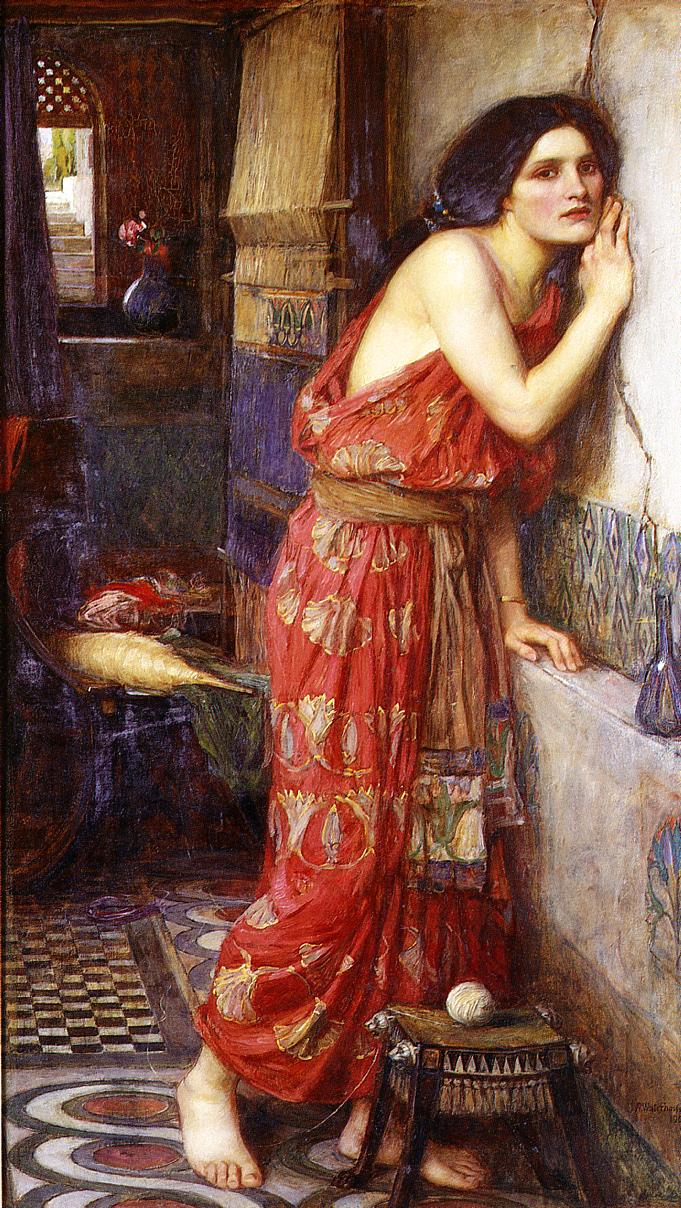
لوحة لثيسبي من قبل جون وليام ووترهاوس 1909

بيراموس وثيسبي هي قصة حب ملحمية من تأليف الشاعر الروماني أوفيد في سنة 8 ميلادية. تحكي قصة حب من بابل بين بيراموس وثيسبي الجارين والذان ينتميان لعائلتين عدوتين تمنعهما من رؤية بعضهما البعض والزواج من بعضهما البعض. لكنهما كانا يريان بعضهما البعض من خلال فتحة جدار سرية بين بيتهم، ويتفقان في احدى المرات على مقابلة بعضهم البعض في مقبرة. فتصل ثيسبي الى المقبرة وبينما تنتظر بيراموس ترى لبوة شرسة وفي فمها الدماء فتهرب منها وتوقع معطفها وتلتهم اللبوة معطفها وتمزقه وترحل، فيصل عندها بيراموس ولا يراها ولكنه يرى معطفها مغطى بالدماء، فيحزن حزنا كبيرا ويقرر الانتحار على الطريقة البابلية بطعن نفسه بالسيف فيموت. وبعد موته تصل ثيسبي وتراه ميتا فتأخذ السيف وتقتل نفسها هي ايضا. يعتقد ان هذه القصة هي اصل لرواية روميو وجولييت والتي الفها وليم شكسبير.